# Solitary Nunatak
Der Solitary Nunatak (englisch für Vereinzelter Nunatak) ist ein Nunatak im ostantarktischen Kempland. Er ragt 22,5 km südöstlich des Svartfjell auf. 
Luftaufnahmen und Vermessungen durch Wissenschaftler der Australian National Antarctic Research Expeditions aus den Jahren von 1954 bis 1956 dienten seiner Kartierung. Benannt ist er nach seiner isolierten geographischen Lage.